# エンビガド
エンビガド（Envigado）は、コロンビア・アンティオキア県にある都市。人口は約23万人（2018年）。県都メデジンの南東に隣接し、都市圏の一部となっている。
エンビガドはプロサッカーチームのエンビガドFCの本拠地として有名である。また、製造業が集積しており、自動車の組立工場なども立地している。メデジンとはメデジンメトロで結ばれており、交通の便が良い。

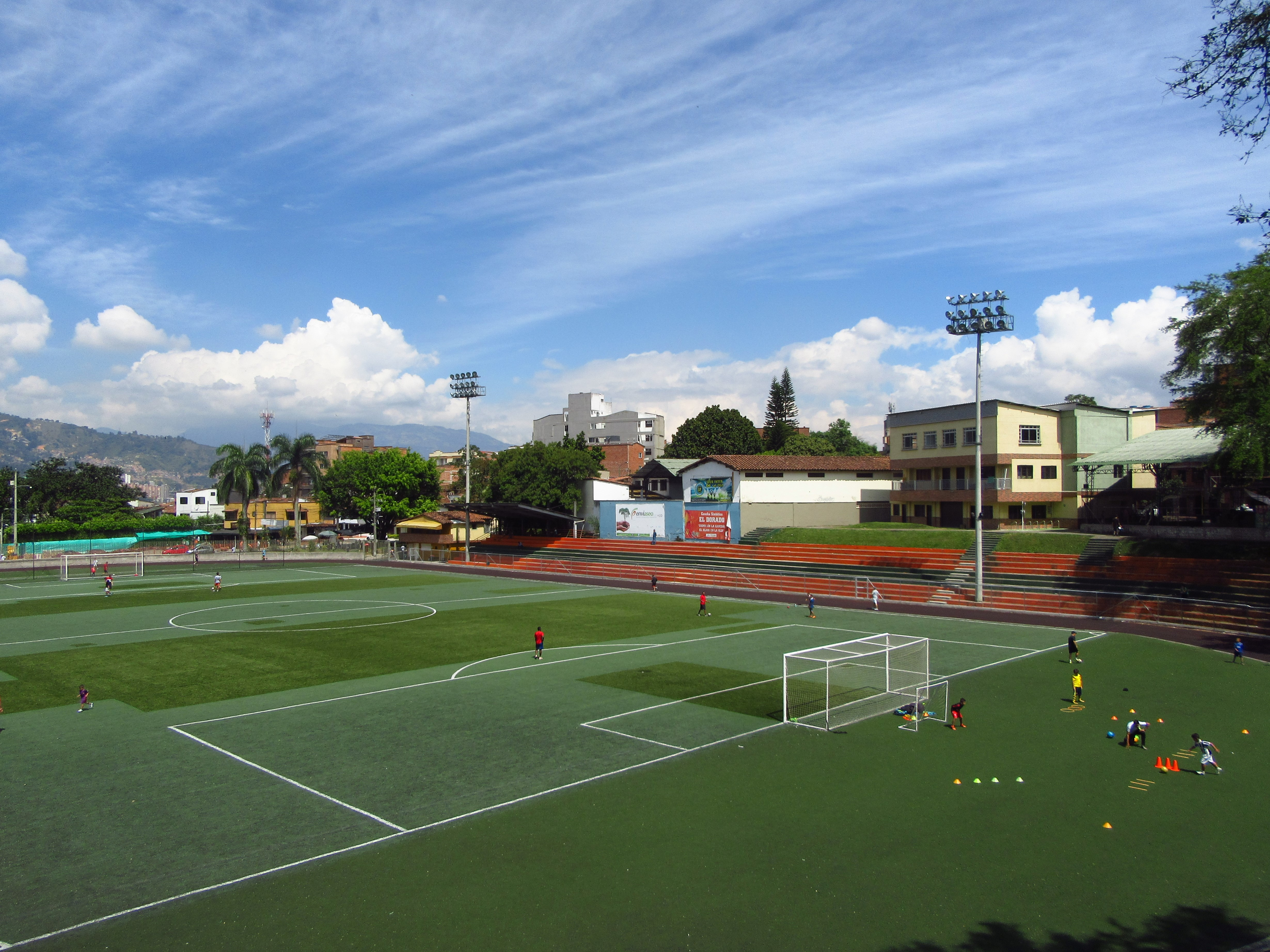